# 西关遗址
西关遗址，位于中国吉林省辉南镇西关村，为一个省级文物保护单位，类型为古遗址，公布时间为2007年5月31日。该文物保护单位由辉南县文管所管理。
西关遗址的历史年代为新石器晚期至青铜时代。